# La Chapelle-Saint-Ouen
La Chapelle-Saint-Ouen ist eine französische Gemeinde mit 143 Einwohnern (Stand 1. Januar 2022) im Département Seine-Maritime in der Region Normandie (vor 2016 Haute-Normandie). Sie gehört zum Arrondissement Dieppe und ist Teil des Kantons Gournay-en-Bray (bis 2015 Argueil). Die Einwohner werden Chapellais genannt.

## Geographie
La Chapelle-Saint-Ouen liegt etwa 40 Kilometer ostnordöstlich von Rouen. Umgeben wird La Chapelle-Saint-Ouen von den Nachbargemeinden Bois-Guilbert im Norden und Nordwesten, Sigy-en-Bray im Norden und Nordosten, La Hallotière im Osten und Nordosten, Saint-Lucien im Osten und Südosten, Morville-le-Héron im Süden und Südwesten sowie Rebets im Westen und Südwesten.

## Bevölkerungsentwicklung
| Jahr                      | 1962 | 1968 | 1975 | 1982 | 1990 | 1999 | 2006 | 2013 |
| Einwohner                 | 108  | 105  | 78   | 71   | 76   | 72   | 86   | 109  |
| Quelle: Cassini und INSEE |      |      |      |      |      |      |      |      |

## Sehenswürdigkeiten

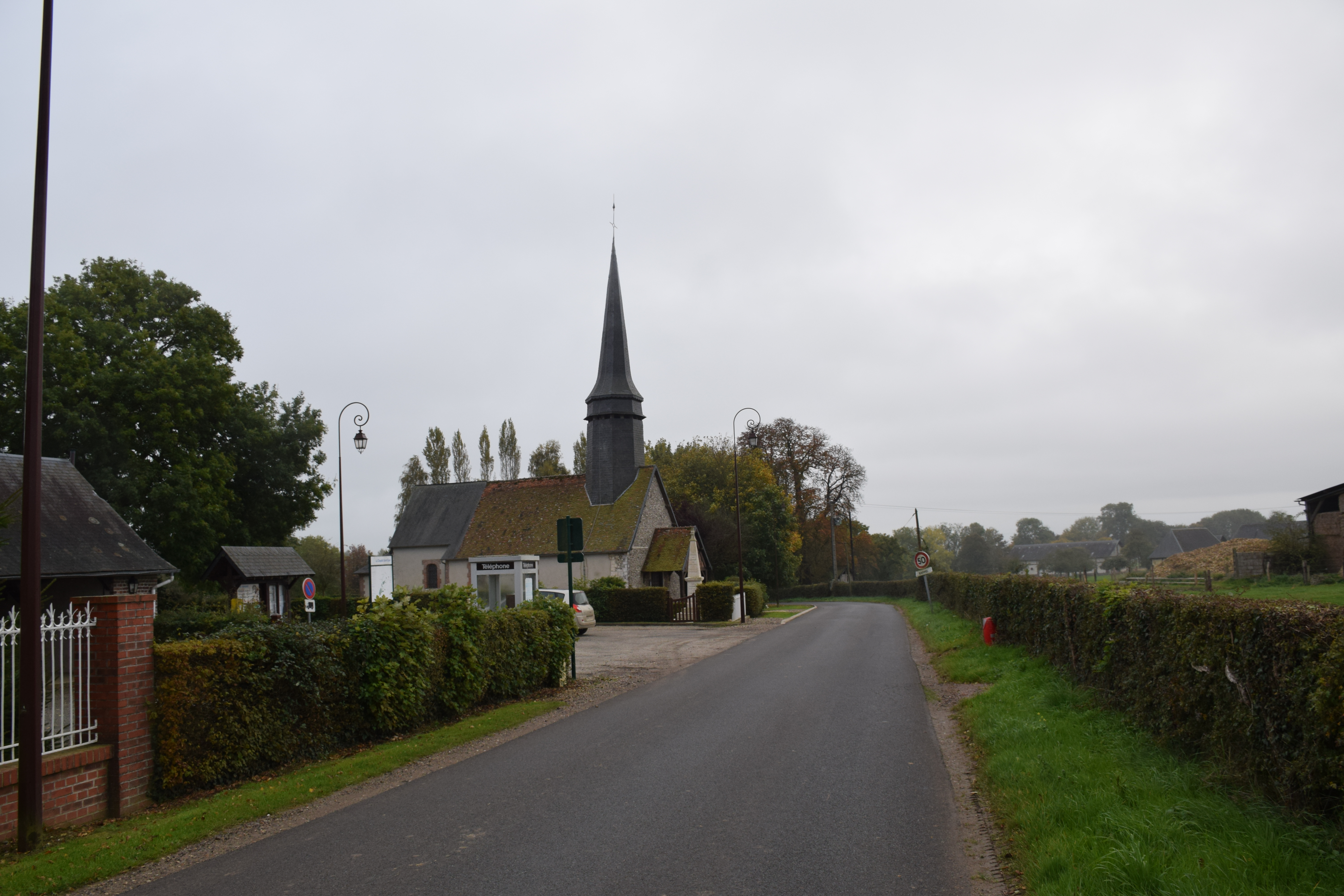
Kirche von Bruquedalle

- Kirche von Bruquedalle, 1773 wieder errichtet
- Kapelle
- Herrenhaus
- Brauerei